# Scheiden-Gelbstern
Der Scheiden-Gelbstern (Gagea spathacea), auch Scheidiger Goldstern genannt, ist eine Pflanzenart aus der Gattung Gelbsterne (Gagea) in der Familie der Liliengewächse (Liliaceae).

## Beschreibung

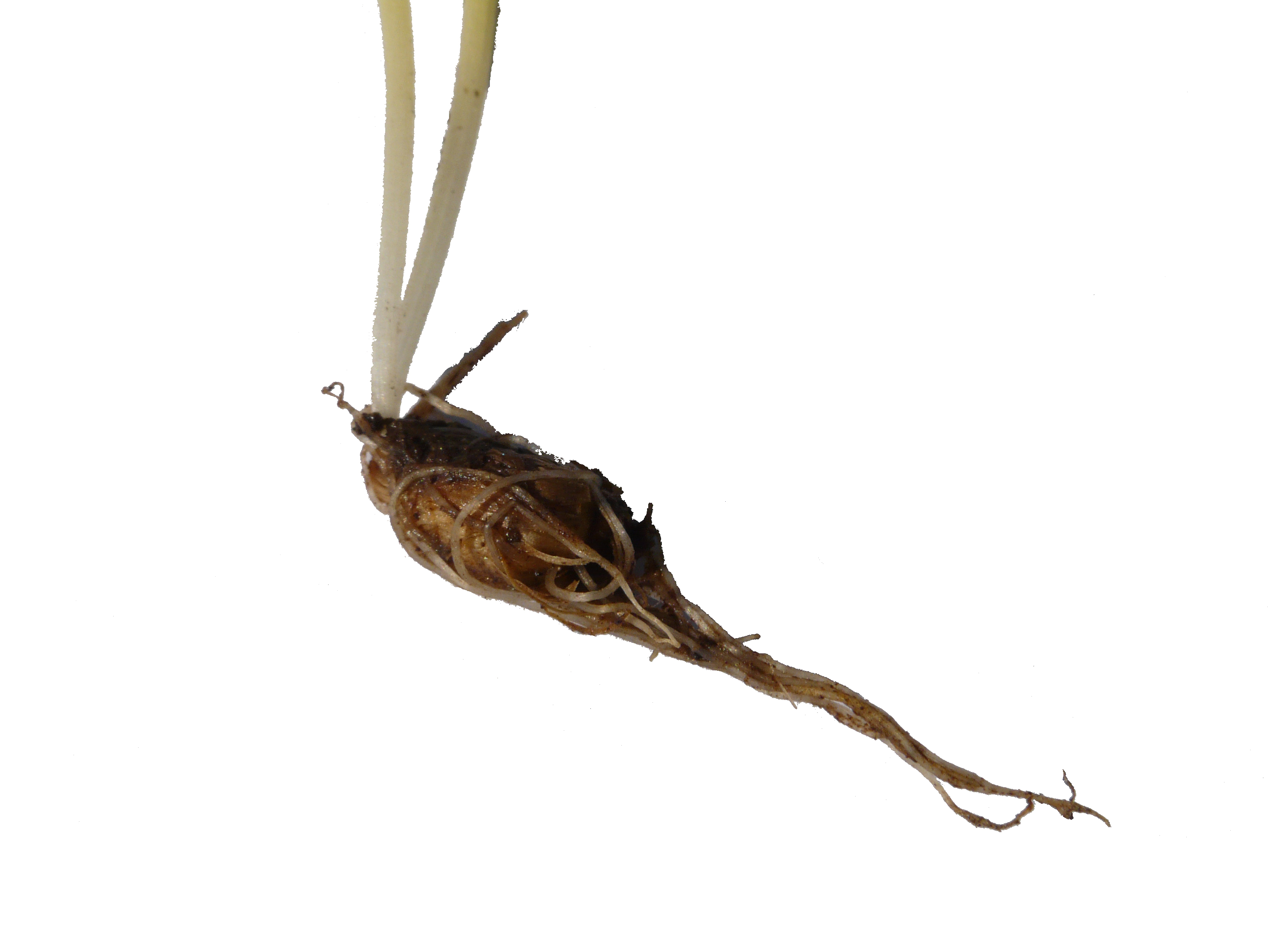
Unterirdische Pflanzenteile

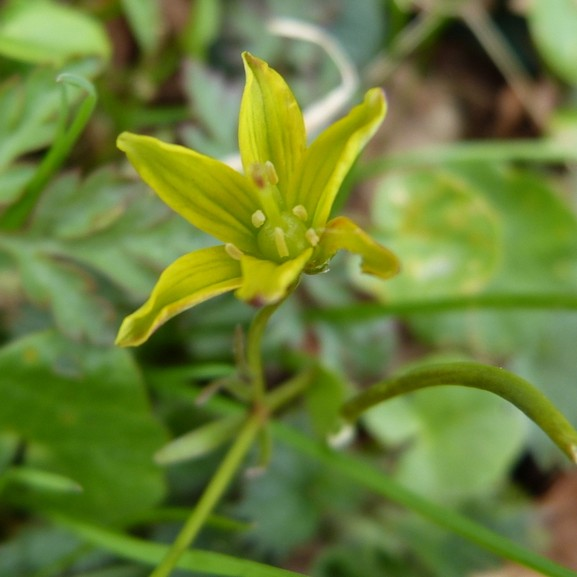
Blüte

### Vegetative Merkmale
Der Scheiden-Gelbstern ist eine ausdauernde krautige Pflanze. Es handelt sich um einen Geophyten, der als Überdauerungsorgane zwei von einer gemeinsamen Haut umschlossene Zwiebeln hat.
Der Scheiden-Gelbstern besitzt zwei röhrig-hohle, stielrunde, bis 1,5 Millimeter breite Grundblätter, die in der Mitte farbloses Mark enthalten. In Blütennähe befindet sich ein stängelumfassendes, kahnförmiges Hochblatt, das namensgebend für die Art ist (spathacea von Spatha).

### Generative Merkmale
Der Scheiden-Gelbstern ist frühblühend. Die Blüten stehen einzeln oder bis zu fünft in einem scheindoldigen Blütenstand. Die zwittrigen Blüten sind radiärsymmetrisch und dreizählig. Die stumpfen, gelben Perigonblätter und der Blütenstiel sind nicht behaart.
Die Chromosomenzahl beträgt 2n = ca. 104.

## Ökologie
Typisch für Geophyten, überdauert der Scheiden-Gelbsternden den Winter mit seinen Zwiebeln.
Die vorweiblichen, Nektar enthaltenden Blüten werden meistens durch Bienen bestäubt. Der Nektar wird in Septalnektarien, also zwischen den Fruchtknotenfächern, gebildet. Keimfähige Samen werden nur selten gebildet. Falls keimfähige Samen gebildet werden, so werden diese durch Ameisen ausgebreitet.

## Vorkommen
Der Scheiden-Gelbstern blüht im April bis in den Mai hinein in lichten, mäßig feuchten Laubwäldern. Schleswig-Holstein befindet sich im Arealzentrum; sonst kommt er nur zerstreut in  Deutschland vor. Derzeit geht seine Ausbreitung zurück.
Sein Verbreitungsgebiet reicht von Europa bis zum Kaukasus.   In Deutschland ist der Scheiden-Gelbstern als eine nationale Verantwortungsart innerhalb der Nationalen Strategie zur biologischen Vielfalt der Bundesregierung eingestuft.